# Paroksetyna
Paroksetyna – lek przeciwdepresyjny z grupy selektywnych inhibitorów wychwytu zwrotnego serotoniny (SSRI).
Wprowadzona na rynek w 1990 przez koncern farmaceutyczny SmithKline Beecham.

## Mechanizm działania
Według modelu biologicznego objawy depresji mogą być spowodowane obniżeniem poziomu monoamin biogenicznych (głównie noradrenaliny) lub zmianą czułości receptorów noradrenaliny i serotoniny. Paroksetyna jest jednym z najsilniejszych i najbardziej wybiórczych inhibitorów wychwytu zwrotnego serotoniny (5-hydroksytryptaminy). Wydłuża ona czas działania serotoniny w szczelinie synaptycznej, nasila i przedłuża efekty pobudzenia przez nią postsynaptycznych receptorów serotoninergicznych 5-HT2A, 5-HT2C, 5-HT3 i 5-HT4. Efektem zwiększenia pobudliwości w układzie serotoninergicznym jest ogólna poprawa nastroju, która pojawia się po kilkunastu dniach stosowania leku.

## Wskazania
Lek stosowany w leczeniu: zaburzeń depresyjnych, depresyjno-lękowych, obsesyjno-kompulsyjnych, zespołu lęku panicznego z agorafobią lub bez agorafobii, fobii społecznej, zespołu lęku uogólnionego. Paroksetyna znajduje zastosowanie także w podtrzymywaniu remisji tych schorzeń.
Paroksetyna jest stosowana w leczeniu zaburzeń depresyjnych o średnim nasileniu i ciężkim nasileniu, także z objawami lęku. Jest lekiem bezpiecznym stosowanym w depresji u ludzi w wieku podeszłym.

## Działania niepożądane
Nudności, osłabienie libido, spłycenie snu, wymioty, suchość w ustach, nadmierna potliwość, brak apetytu, senność, bóle głowy, obniżenie progu drgawkowego, lęki, pobudzenie, niekiedy podwyższenie poziomu prolaktyny.
Możliwe jest również wystąpienie przetrwałych zaburzeń seksualnych (PSSD).

## Interakcje
Jednoczesne podawanie paroksetyny i leków serotoninergicznych (w tym inhibitorów MAO, L-tryptofanu, tryptanów, tramadolu, linezolidu, leków z grupy SSRI, soli litu i preparatów zawierających ziele lub ekstrakty dziurawca) może prowadzić do wystąpienia objawów związanych z zespołem serotoninowym. Wymagana jest ścisła kontrola i zachowanie ostrożności podczas skojarzonego leczenia paroksetyną i tymi lekami.
Farmakokinetyka i metabolizm paroksetyny mogą być zaburzone przez indukcję lub hamowanie aktywności enzymów metabolizujących leki. W przypadku podawania paroksetyny w skojarzeniu ze środkami hamującymi aktywność enzymów metabolizujących leki, należy pamiętać aby zalecane dawki paroksetyny mieściły się w dolnym zakresie dawkowania. Nie ma potrzeby modyfikowania początkowej dawki paroksetyny w przypadku jednoczesnego podawania z lekami indukującymi enzymy metabolizujące leki (np. karbamazepina, ryfampicyna, fenobarbital, fenytoina); późniejsze zmiany dawki paroksetyny powinny być dokonywane na podstawie oceny jego skuteczności i tolerancji przez pacjenta.
Leczenie paroksetyną powoduje znaczne zwiększenie stężenia procyklidyny we krwi. Jeśli dojdzie do wystąpienia objawów przeciwcholinergicznych, dawkę procyklidyny należy zmniejszyć. U pacjentów z padaczką leczonych karbamazepiną, fenytoiną lub walproinianem, jednoczesne podawanie paroksetyny nie wpływało na parametry farmakokinetyczne i farmakodynamiczne leków przeciwpadaczkowych.
Paroksetyna wyraźnie hamuje aktywność izoenzymu CYP2D6, co może prowadzić do zwiększenia stężenia we krwi innych jednocześnie podawanych leków, metabolizowanych przez ten izoenzym, np. trójpierścieniowych leków przeciwdepresyjnych (np. klomipramina, nortryptylina i dezypramina), neuroleptyków z grupy pochodnych fenotiazyny (np. perfenazyna, tiorydazyna), rysperydonu, leków przeciwarytmicznych z grupy 1c (np. propafenon, flekainid) i metoprololu.
Nie zaleca się jednoczesnego stosowania paroksetyny i metoprololu podawanego w niewydolności serca ze względu na jego wąski indeks terapeutyczny w tym wskazaniu. Jednoczesne stosowanie paroksetyny i doustnych leków przeciwzakrzepowych może prowadzić do zwiększenia działania przeciwzakrzepowego i ryzyka krwawienia – należy zachować szczególną ostrożność podczas jednoczesnego stosowania. Jednoczesne stosowanie paroksetyny i NLPZ lub kwasu acetylosalicylowego może prowadzić do zwiększenia ryzyka krwawienia.
Zalecana jest ostrożność u pacjentów stosujących leki z grupy SSRI z doustnymi lekami przeciwzakrzepowymi, lekami wpływającymi na czynność płytek krwi lub zwiększającymi ryzyko krwawienia (np. atypowe leki przeciwpsychotyczne – klozapina, fenotiazyny, większość trójpierścieniowych leków przeciwdepresyjnych, kwas acetylosalicylowy, NLPZ, inhibitory COX-2).

## Przeciwwskazania
Nadwrażliwość na paroksetynę lub pozostałe składniki preparatu. Paroksetyna jest przeciwwskazana do jednoczesnego stosowania z inhibitorami MAO. Leczenie paroksetyną może być rozpoczęte po 2 tygodniach od zakończenia stosowania nieodwracalnych inhibitorów MAO, lub co najmniej po 24 godzinach od zakończenia stosowania odwracalnych inhibitorów MAO, np. moklobemidu. Nie należy rozpoczynać leczenia inhibitorami MAO przed upływem co najmniej 1 tygodnia od przerwania leczenia paroksetyną. Nie należy stosować paroksetyny jednocześnie z tiorydazyną.

## Środki ostrożności
Paroksetyny nie należy stosować w leczeniu dzieci i młodzieży poniżej 18 lat z powodu obserwowanego w badaniach klinicznych zwiększonego ryzyka zachowań samobójczych i wrogości podczas stosowania leku w tej grupie wiekowej. Depresja jest związana ze zwiększonym ryzykiem wystąpienia myśli samobójczych, samouszkodzeń i samobójstwa, ryzyko to utrzymuje się do czasu wystąpienia wyraźnej remisji – w przypadku braku poprawy w pierwszych lub następnych tygodniach leczenia, pacjent powinien pozostawać pod ścisłą kontrolą aż do czasu, kiedy wystąpi poprawa.
Podczas leczenia pacjentów z innymi niż depresja zaburzeniami psychicznymi, należy zachować podobne środki ostrożności jak w przypadku leczenia pacjentów z epizodem depresji. Pacjenci z dużym ryzykiem wystąpienia myśli i prób samobójczych, z zachowaniami lub myślami samobójczymi w wywiadzie, lub ci, którzy przed rozpoczęciem terapii wykazywali znacznego stopnia nasilenie myśli samobójczych, powinni podczas leczenia pozostawać pod ścisłą kontrolą.
Wśród młodych dorosłych pacjentów w wieku 18-29 lat występuje możliwość zwiększonego ryzyka zachowań związanych z samobójstwem – osoby te podczas leczenia powinny pozostawać pod ścisłą kontrolą. Z powodu ryzyka wystąpienia zespołu serotoninowego nie należy stosować paroksetyny w leczeniu skojarzonym z prekursorami serotoniny (np. L-tryptofan, oksytryptan). Należy zachować ostrożność podczas stosowania paroksetyny u pacjentów z manią w wywiadzie. Należy przerwać leczenie preparatem w przypadku wystąpienia epizodu manii.
Zalecana jest ostrożność u pacjentów z ciężką niewydolnością nerek lub niewydolnością wątroby, z cukrzycą, padaczką, z jaskrą z wąskim kątem przesączania lub jaskrą w wywiadzie, z zaburzeniami serca, u pacjentów z ryzykiem wystąpienia hiponatremii, np. z powodu jednocześnie stosowanych leków i marskości.
Doświadczenie kliniczne dotyczące równoczesnego stosowania preparatu i leczenia elektrowstrząsami jest bardzo małe. Należy zachować ostrożność podczas jednoczesnego stosowania leków z grupy SSRI z doustnymi lekami przeciwzakrzepowymi, lekami wpływającymi na czynność płytek krwi lub innymi lekami zwiększającymi ryzyko krwawienia (np. atypowe leki przeciwpsychotyczne – klozapina, fenotiazyny, większość trójpierścieniowych leków przeciwdepresyjnych, kwas acetylosalicylowy, NLPZ, inhibitory COX-2), jak również u pacjentów z krwawieniami w wywiadzie lub stanami, które predysponują do wystąpienia krwawienia.

## Postacie handlowe
- Apo-Parox 20 – tabletki powlekane
- Arketis – tabletki

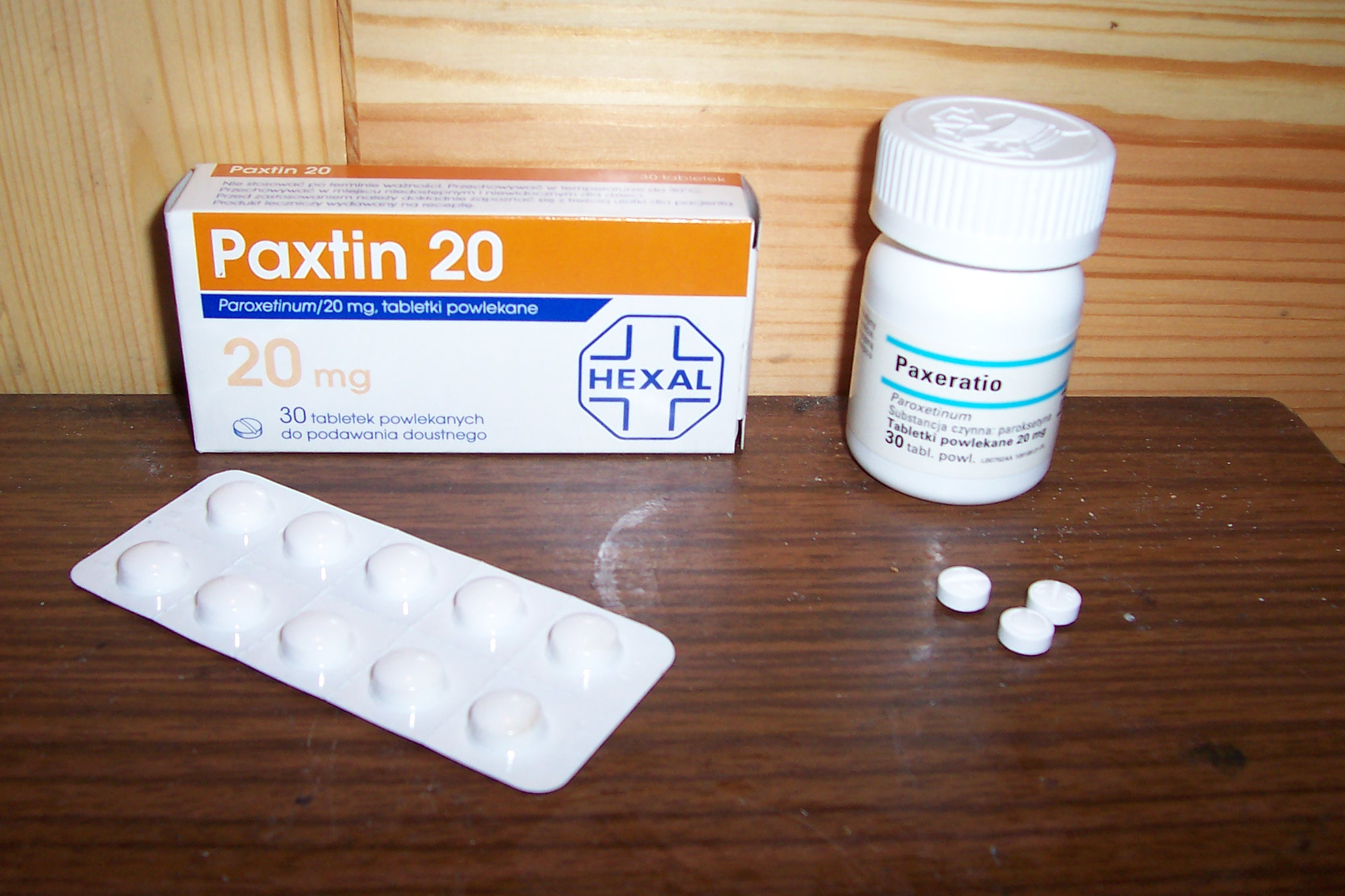
Opakowania Paxtin i Paxeratio

- Deprozel 20 mg – tabletki powlekane
- Dropax – krople
- ParoGen – tabletki powlekane
- Paroxetine Aurobindo – tabletki powlekane
- Paroxetine Teva – tabletki powlekane
- Paroxinor – tabletki powlekane
- Paxeratio – tabletki powlekane
- Paxtin 20 – tabletki powlekane
- Paxtin 40 – tabletki powlekane
- Rexetin – tabletki powlekane
- Serestill – krople
- Seroxat – lek oryginalny – tabletki powlekane, zawiesina
- Xetanor 20 mg – tabletki powlekane
- Xetanor 30 mg – tabletki powlekane